# Kyle Farmer
James Kyle Farmer (Atlanta, 17 agosto 1990) è un giocatore di baseball statunitense, ricevitore e terza base per i Cincinnati Reds della Major League Baseball (MLB).

## Carriera

### Los Angeles Dodgers
Farmer fu scelto dai Los Angeles Dodgers nel ottavo giro del draft 2013. Fu promosso nel roster principale della squadra il 28 luglio 2017. Due giorni dopo, il 30 luglio debuttò nella MLB e durante il suo primo turno in battuta di carriera, batté un doppio contro i San Francisco Giants nella parte bassa dell'undicesimo inning, dando ai Dodgers la vittoria per 3–2. La sua prima stagione regolare si chiuse con una media battuta di .300 e 2 punti battuti a casa (RBI) in venti presenz, giocando principalmente come sostituto battitore. Un RBI lo batté anche nelle National League Championship Series dei playoff. I Dodgers giunsero fino al World Series 2017 dove furono sconfitti dagli Houston Astros per quattro gare a tre.